# Lepidopus caudatus

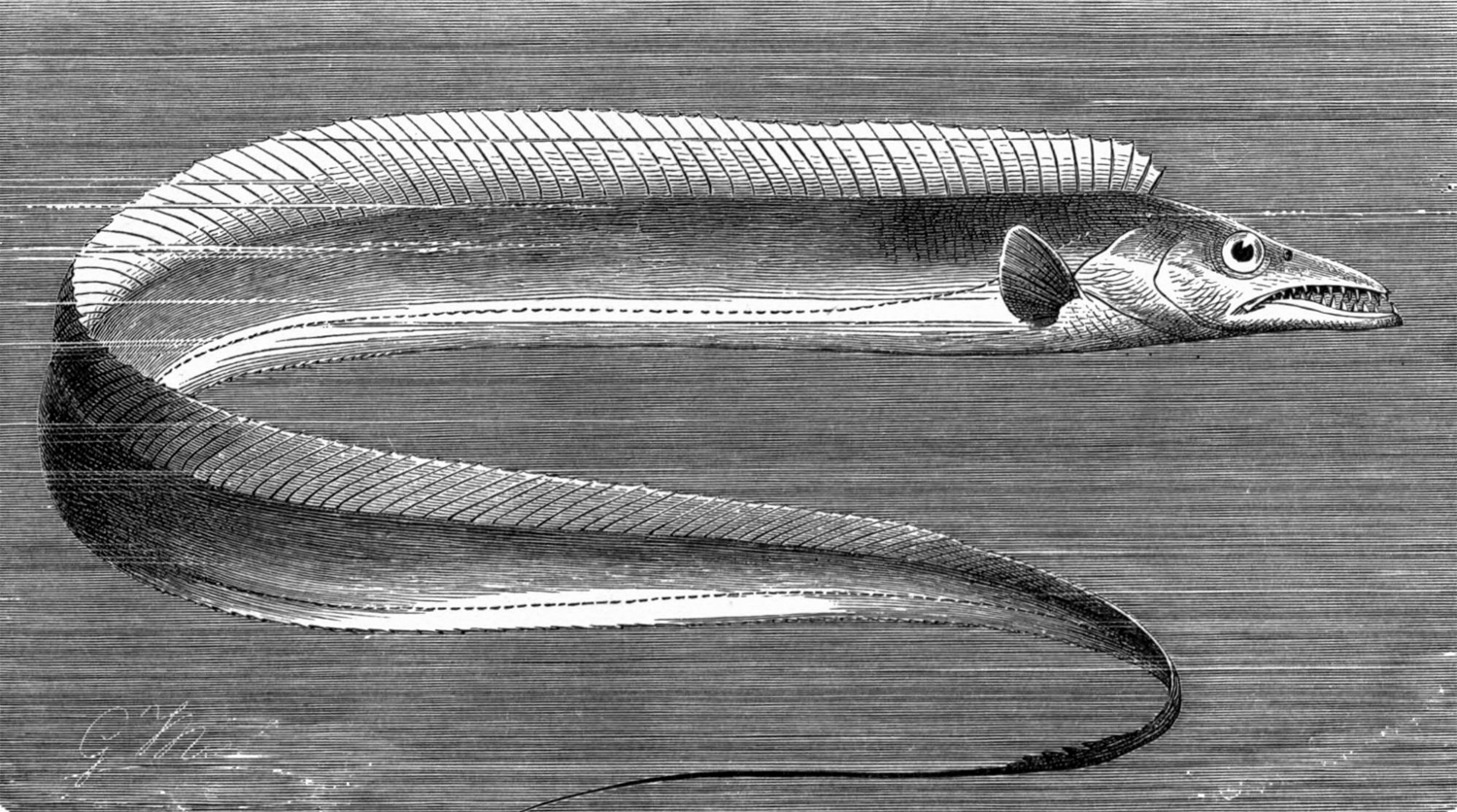
Grabado de 1893.

El pez cinto (Lepidopus caudatus) es un pez de la familia de los Trichiuridae, orden de los Perciformes.

## Descripción
Mide unos 205cm de media y pesa unos 8kg. La variedad del noreste del Atlántico mide entre 100 y 135cm y pesa 1-2,3 kg.

## Hábitat
Presente en la plataforma continental hasta 400 metros de profundidad y en fondos arenosos y lodo entre 100 y 250metros.

## Distribución
Atlántico Oriental, Francia y Mediterráneo occidental hasta Senegal, incluyendo las Azores, Madeira y las Islas Canarias. Sudáfrica, Océano Índico, Australia y Nueva Zelanda.

## Pesca
En el mediterráneo se pesca con arrastre y palangre.